# Джейсен Кліффорд
Джейсен Джарен Кліффорд (англ. Jaisen Jaren Clifford; нар. 5 лютого 1996, Тріхардт, ПАР) — південноафриканський футболіст, нападник вірменського клубу «Ван».

## Життєпис
У 2015 році підписав контракт з представником другого дивізіону чемпіонату Мальти «Гуджа Юнайтед». У 2017 році підписав контракт із «Стумбрасом» з вищого дивізіону чемпіонату Литви. Допоміг команді виграти Кубок Литви 2017, єдиний великий трофей. У 2019 році підписав контракт з клубом португальського третього дивізіону «Кондейша». Напередодні старту другої половини сезону 2020/21 років підписав контракт з «Кейптаун Олл Старс» з другого дивізіону ПАР, в якому провів 5 матчів та відзначився 1-м голом. 4 лютого 2021 року дебютував за нову команду в переможному (3:1) поєдинку кубку ПАР проти «Бізана Пондо Чифс». Напередодні старту другої половини сезону 2021/22 років підписав контракт з вірменською командою «Ван».